# Krzysztof Burdzy
Krzysztof Burdzy – polsko-amerykański matematyk, specjalizujący się w teorii prawdopodobieństwa, szczególnie teorii ruchu Browna. Profesor University of Washington od 1993.

## Życiorys
Ukończył studia matematyczne na Uniwersytecie Marii Curie-Skłodowskiej w 1979 i statystyczne na Uniwersytecie Kalifornijskim w Berkeley w 1981. Na amerykańskim uniwersytecie uzyskał następnie stopień doktora statystyki (w 1984, pod kierunkiem Jamesa Williama Pitmana).
Po doktoracie pracował początkowo na Uniwersytecie Kalifornijskim w San Diego, w Polskiej Akademii Nauk i na Uniwersytecie Purdue. W 1988 związał się z University of Washington, gdzie od 1993 jest profesorem.
Jest jednym z czołowych probabilistów na świecie, autorem ponad 170 artykułów naukowych i 6 książek, promotorem 15 doktoratów.
Swoje prace publikował m.in. w „Annals of Probability”, „Probability Theory and Related Fields”, „Transactions of the American Mathematical Society”, „Duke Mathematical Journal”, „Journal of Functional Analysis”, „Journal of the London Mathematical Society” i najbardziej prestiżowych czasopismach matematycznych świata: „Annals of Mathematics” i „Journal of the American Mathematical Society". 
W 1992 otrzymał Rollo Davidson Prize, a w 2011 Medal im. Wacława Sierpińskiego. Jest też członkiem Institute of Mathematical Statistics (od 1999) i American Mathematical Society (od 2012). 